# Flygkapardramat i Jordanien 1970
Flygkapardramat i Jordanien 1970 utspelades den 6 september 1970 då fyra flygplan på väg mot New York kapades.

## Historia
Flygbolaget El Als flight 219, en Boeing 707, lyfte från Ben Gurions internationella flygplats i Israel med 148 passagerare och en besättning på tio personer. Efter mellanlandning i Amsterdam kapades planet över Nordsjön av amerikanen Patrick Arguello och palestinskan Leila Khaled. Flygbolaget hade vakter ombord som dödade Arguello och tillfångatog Khaled. När planet landade på Heathrow överlämnades den 24-åriga Khaled till den brittiska polisen. Egentligen var det tänkt att ytterligare två kapare skulle ha gått ombord i Amsterdam men detta skedde inte.
Flygbolaget Pan Americans flight 93, en Boeing 747, lyfte från flygplatsen utanför Bryssel med 152 passagerare och 17 personer i besättningen. De två personer som inte lyckats komma med El Al kapade detta flygplan och tvingade besättningen att landa utanför Beirut. Där tankades flygplanet innan det fortsatte till Kairo. Där tvingades alla lämna planet innan kaparna sprängde planet. De var den första totala förlusten av en Boeing 747. 
Flygbolaget TWA:s flight 74, en Boeing 707, lyfte från Frankfurt Mains flygplats med 141 passagerare och tio personer i besättningen. Det kapades strax efter start och tvingades flyga till Jordanien där det landade på Dawson's Field.
Flygbolaget Swissairs flight 100, en DC-8, med 143 passagerare och en besättning på 12 personer kapades efter att det hade lyft från Zürich. Även det planet tvingades landa på Dawson's Field. Dagen efter, den 7 september, kapades ett femte plan, en VC-10 tillhörande BOAC på väg från Persiska golfen till Beirut av en person som ville tvinga de brittiska myndigheterna att frisläppa Khaled. Även detta plan landade på Dawson's Field.
Kaparna tillhörde Folkfronten för Palestinas befrielse, PFLP och krävde att palestinska fångar som hölls fängslade i olika länder släpptes: Khaled i Storbritannien, tre personer i Västtyskland, tre personer i Schweiz samt palestinier som hölls fängslade i Israel. De gav regeringarna ett ultimatum på 72 timmar. Via Röda korset förhandlade de inblandade regeringarna med kaparna. Egypten och de flesta andra arabländerna, förutom Irak, fördömde kapningarna och ansåg att dessa inte tjänade något gott syfte. Kaparna släppte snabbt 250 fångna passagerare, de som inte var medborgare i USA, Storbritannien, Västtyskland, Schweiz eller Israel. Den 12 september klockan 15:30 sprängdes de tre flygplanen framför världens TV-kameror omedelbar efter att de 40 i gisslan hade fått lämna planen. De återstående passagerarna fördes till Jordaniens huvudstad Amman där de hölls fångna fram till den 26 september när de släpptes efter att det stod klart att de sju palestinierna fängslade i Europa skulle släppas.
Mitt under kapardramat utbröt inbördeskrig i Jordanien. De palestinska grupperna hade fått allt större makt i landet och kapardramat visade hur dessa struntade i Jordaniens regering och kung Hussein. Den 16 september tillsatte kungen en militärregering och den jordanska armén började anfalla palestinska motståndsgrupper i Amman och andra städer. Striderna varade fram till den 26 september.